# نهر المتعرج الجليدي
نهر المتعرج الجليدي هو نهر جليدي يقع على السفوح الجنوبية الغربية من جبل هود، ولاية أوريغون، الولايات المتحدة.